# ناقل الدوبامين

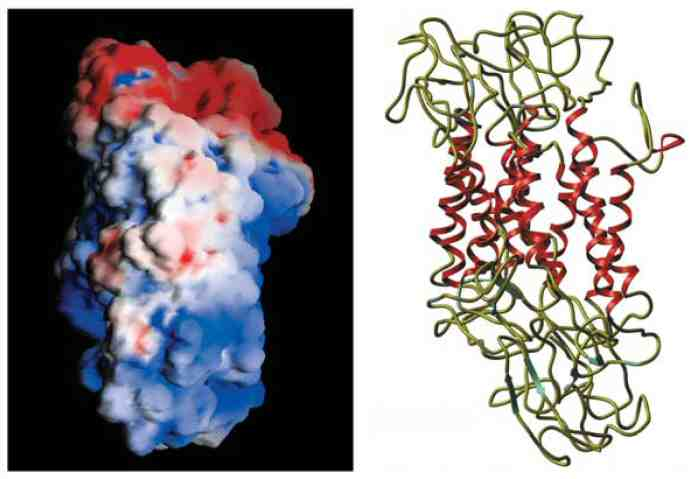

ناقل الدوبامين (أو الناقل الفعال للدوبامين اختصاراً DAT أو SLC6A3) هو بروتين غشائي يعمل على ضخ الناقل العصبي دوبامين من الصدع المشبكي ويعيده إلى العصارة الخلوية داخل الخلية، حيث تعمل نواقل أخرى على احتجازه داخل حويصلات من أجل التخزين لأحيان أخرى. يعد هذا البروتين السبيل الرئيسي لاسترداد الدوبامين من المشابك العصبية، على الرغم من وجود تأثير لنواقل أخرى مثل ناقل النورإبينفرين. يقع الجين المسؤول عن تشفير بروتين DAT في الصبغي (الكروموسوم) رقم 5، ويتألف من 15 إكسون تشفيري، ويمتد طوله على حوالي 64 ألف زوج قاعدي.
لناقل الدوبامين الفعال DAT دور في عدد من الاضطرابات المتعلقة بتأثير الدوبامين مثل اضطراب نقص الانتباه مع فرط النشاط والاضطراب ذو الاتجاهين (ثنائي الاستقطاب) والاضطراب الاكتئابي وإدمان الكحول. وجدت العلاقة بين البروتين DAT وبين الاضطرابات المتعلقة بالدوبامين نتيجة حدوث تغير شكلي في الجين DAT1 مما أدى إلى التأثير على كمية البروتين الظاهرة.

## اقرأ أيضاً
- دوبامين
- سيروتونين
- ناقل السيروتونين